# Selenopsis subaptera
Selenopsis subaptera är en insektsart som beskrevs av Maximilian Spinola 1850. Selenopsis subaptera ingår i släktet Selenopsis och familjen dvärgstritar. Inga underarter finns listade i Catalogue of Life.